# Костромская синагога
Костромская синагога — действующая деревянная синагога в городе Костроме по адресу Сенной переулок, дом 16 А, построена в 1907 году. Первым раввином стал Цви Гирш Швейдерман. В 1927 году в короткой ссылке в Костроме был 6-й Любавичский ребе Йосеф Ицхак Шнеерсон, его освобождение отмечается хасидами как «праздник чудесного освобождения 12 Тамуза». В 1929 году местные костромские газеты опубликовали обращения евреев, членов ОЗЕТ, с ходатайством о закрытии синагоги, как места сбора «нэпмачей», и превращения здания в рабочее общежитие.
В 2001 году синагога восстановлена на средства выделенные ФЕОР и Джойнт. С 2002 года постоянным раввином является уроженец Москвы Нисон Мендл Руппо. При синагоге действует детский сад и вечерняя школа.